# エルンスト・トランプ

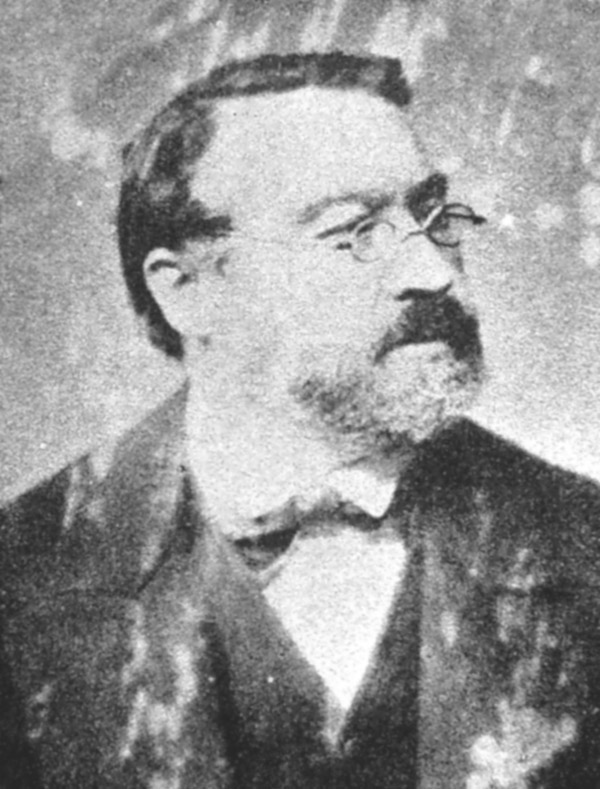
エルンスト・トランプ

エルンスト・トランプ（Ernst Trumpp、1828年3月13日 - 1885年4月5日）は、ドイツのキリスト教宣教師。ミュンヘン大学教授であり、文献学者でもあった。

## 活動
インド西部の住民をキリスト教に改宗させる目的で、シンドとパンジャーブに派遣された。1850年代に初めてインドを訪れ、シンド語やその他のインド西部の言語に関する学術書籍を出版した。また、キリスト教宣教師がシク教を理解し、宣教活動に役立たせるために、シク教の教典の翻訳にも取り組んだ。